# Duchennova svalová dystrofie
Duchennova (též Duchenneova) svalová (neboli muskulární) dystrofie (DMD) nebo také svalová dystrofie Duchennova typu je gonozomálně recesivní vrozené onemocnění svalů způsobené poruchou genu kódujícího protein dystrofin. Je pojmenováno podle francouzského neurologa Guillauma Duchenna de Boulogne. DMD je smrtelné, zatím neléčitelné onemocnění, které se klinicky manifestuje u chlapců. Jde o nejčastější typ svalové dystrofie, které postihuje přibližně jednoho z 3500 narozených[ujasnit] chlapců.
V případě DMD dystrofin zcela chybí, zatímco u její mírnější formy, Beckerovy svalové dystrofie (BMD), je mutací genu poškozený.

## Popis
Pro DMD je charakteristická progredující svalová ochablost, která nejdříve postihuje nohy a pánevní svalstvo, později se rozšiřuje na horní končetiny, krk a dýchací svaly. Nejpozději kolem třináctého roku jsou chlapci upoutáni na invalidní vozík. Smrt nastává obvykle mezi dvacátým a třicátým rokem jako důsledek srdeční nebo dechové nedostatečnosti.
Dívky jsou převážně asymptomatické přenašečky, obvykle nemají vůbec žádné potíže nebo jen minimální. Je ale známo pár případů, kdy dívky měly typické příznaky DMD nebo BMD.
Duchenne de Boulogne chorobu popsal poprvé v roce 1868.

## Beckerova svalová dystrofie
Beckerova svalová dystrofie (BMD) je mírnější alelickou formou s pomalejším průběhem a delším přežitím pacientů. Fenotyp zahrnuje velice široké spektrum postižení od velmi mírného, kdy jsou pacienti celý život ošetřováni pouze ambulantně, až po postižení s průběhem podobným DMD. Klinické příznaky se zpravidla objevují až po pátém roce. Nejmírnější formy BMD jsou charakteristické pouze svalovými bolestmi, křečemi, případně myoglubinurií (myoglobinem v moči) po svalové práci.

## Genetika
DMD je způsobena mutací na chromozomu X v genu pro bílkovinu dystrofin. U pacientů s DMD dystrofin úplně chybí, u pacientů s BMD je přítomen zmutovaný dystrofin. Gen pro dystrofin je největší známý lidský gen, proto je pravděpodobnost výskytu mutace v tomto genu vysoká. To je příčinou velkého množství DMD pacientů se spontánně vzniklou mutací bez rodinné historie této choroby.

## Dystrofie ve filmu
Norský dokumentární film Pozoruhodný život Ibelinův (Ibelin) z roku 2024 vypráví příběh Matse Steena, muže trpícího Duchennovou svalovou dystrofií.